# Ronald Dworkin
Ronald Myles Dworkin (Worcester, Massachusetts, 11 de dezembro de 1931 — Londres, 14 de fevereiro de 2013) foi um filósofo e jurista estadunidense. Dworkin foi influente tanto no âmbito da filosofia do direito quanto no da filosofia política. 
Sua teoria do direito como integridade apresentada em seu livro intitulado Império da Lei, na qual os juízes interpretam a lei em termos de princípios morais consistentes, está entre as teorias contemporâneas mais influentes sobre a natureza do direito. De acordo com uma pesquisa do Journal of Legal Studies, Dworkin foi o segundo acadêmico do direito mais citado do século XX. Ele recebeu o Prêmio Comemorativo Internacional Holberg em 2007 por "seu trabalho acadêmico pioneiro" de "impacto mundial".
Dworkin defendeu uma "leitura moral" da Constituição dos Estados Unidos e uma abordagem interpretativista do direito e da moralidade. Quando faleceu, Dworkin ainda exercia a função de professor de Direito e Filosofia na Universidade de Nova York e de teoria do direito na University College London. Anteriormente, Dworkin já havia lecionado na Faculdade de Direito de Yale e na Universidade de Oxford, onde foi Professor de Jurisprudência e sucedeu o renomado filósofo H. L. A. Hart.

## Vida
Estudou na Universidade Harvard e no Magdalen College da Universidade Oxford, onde ele era aluno de Rupert Cross e um Rhodes Scholar.  Depois estudou na Harvard Law School e posteriormente atuou como assistente do renomado juiz Learned Hand da Corte de Apelo dos Estados Unidos. O juiz Hand mais tarde diria que Dworkin foi o melhor de seus estagiários e Dworkin lembraria de Hand como um mentor que muito o influenciara. Trabalhando depois em Sullivan and Cromwell, um importante escritório de advocacia de New York, Dworkin trabalhou como professor de Direito da Universidade Yale, sendo titular da Cátedra de teoria do direito Wesley N. Hohfeld.
Em 1969, Dworkin foi indicado para a Cadeira de Teoria Geral do Direito em Oxford como sucessor de H.L.A. Hart e foi eleito companheiro em Oxford. Depois de se aposentar de Oxford, Dworkin assumiu a cátedra Quain de Filosofia do direito em University College London, assumindo em seguida a cátedra Bentham de Teoria do direito—uma posição que ele manteve até o final de sua vida. Ele também é Frank Henry Sommer Professor de Direito em New York University School of Law e professor de Filosofia em Universidade de Nova Iorque (NYU), onde ele tem ensinado desde o final dos anos 1970.
Atuante no debate público dos Estados Unidos, contribuiu com artigos para o New York Review of Books comentando decisões da Suprema Corte norteamericana, participando das polêmicas nacionais de temas como aborto, pornografia, feminismo. Sua contribuição se estendeu por mais de 40 anos.
Dworkin faleceu em 14 de fevereiro de 2013, em decorrência das complicações provocadas pela leucemia.

## Ideias
Dentre as principais ideias apresentadas pelo Autor, estão a atitude interpretativa frente ao Direito, a interpretação como forma de enxergar a norma sob sua melhor luz, os diferentes estágios da interpretação (etapa pré, etapa interpretativa, etapa pós-interpretativa), o Direito orientado por um ideal político de integridade, e a distinção entre conceito e concepções de Direito.
Para Dworkin, o Direito é um conceito interpretativo. A partir daqui, o autor apresenta diversas formas de interpretar uma norma ou prática social (intenção do autor, sentido literal da lei) para afirmar uma em detrimento de outras: a interpretação sob a melhor luz. Essa é, para uma teoria do Direito, a interpretação que se assemelha à interpretação artística - uma que consiga trazer o propósito de uma obra da forma com que ela mais alcance valor. Por exemplo, das interpretações do texto de Hamlet haverá uma que proverá a dimensão dos conflitos do personagem respeitando a coerência interna e a integridade do texto. Transpondo essa atitude interpretativa para o Direito, uma boa interpretação é aquela que considera o histórico da norma, a tradição que ela está vinculada, e seu propósito.
Dworkin demonstra também a existência de diferentes etapas interpretativas de uma regra com o exemplo da cortesia. Uma sociedade que observe a regra social de que um homem tira o chapéu para cada mulher passante pode entender esta regra, num primeiro momento, como inquestionável e natural; num segundo momento pode questionar os contextos apropriados ao uso da mesma regra, e numa terceira fase, pode radicalizar e mudar o entendimento inicial sobre a regra social. Esta é a explicação do autor para o percurso dos institutos jurídicos ao longo da história.

## Obra
- Taking Rights Seriously (1977)
- A Matter of Principle (1985)
- Law's Empire (1986)
- A Bill of Rights for Britain (1990)
- Life's Dominion (1993)
- Freedom's Law (1996)
- Sovereign Virtue: The Theory and Practice of Equality (2000)
- Justice in Robes (2006)
- Is Democracy Possible Here? Principles for a New Political Debate (2006)
- Justice for Hedgehogs (2011)
- Religion Without God  (2013)[9]

### Em português
- Vera Karam de Chueiri, Filosofia do direito e modernidade: Dworkin e a possibilidade de um discurso instituinte de direitos. Curitiba: JM, 1995.
- Sandra Paula Martinho Rodrigues,  A Interpretação Jurídica no Pensamento de Ronald Dworkin, Uma Abordagem, Coimbra: Almedina, 2005.
- Lílian de Toni Furquim, O Liberalismo Abrangente de Ronald Dworkin
- Ronaldo Porto Macedo Jr. Do xadrez à cortesia: Dworkin e a teoria do direito contemporânea. São Paulo: Saraiva, 2013.
- Figueiredo. Marco Túlio Caldeira, Hermenêutica Contratual no Estado Democrático de Direito. Belo Horizonte: Del Rey, 2006.
- Patullo, Marcos Paulo Falcone. A Igualdade no Pensamento de Ronald Dworkin.